# Turn- und Sportverein München von 1860 1967-1968
Questa voce raccoglie le informazioni riguardanti il Turn- und Sportverein München von 1860 nelle competizioni ufficiali della stagione 1967-1968.

## Stagione
Nella stagione 1967-1968 il Monaco 1860, allenato da Albert Sing, concluse il campionato di Bundesliga al 12º posto. In Coppa di Germania il Monaco 1860 fu eliminato agli ottavi di finale dal Borussia M'gladbach. In Coppa delle Fiere il Monaco 1860 fu eliminato al secondo turno dal Liverpool.

## Rosa
| N. |                     | Ruolo | Calciatore         |
| -- | ------------------- | ----- | ------------------ |
|    | Germania (bandiera) | P     | Anton Gigl         |
|    | Serbia (bandiera)   | P     | Petar Radenković   |
|    | Germania (bandiera) | D     | Hans-Günther Kroth |
|    | Germania (bandiera) | D     | Bernd Patzke       |
|    | Germania (bandiera) | D     | Gottfried Peter    |
|    | Germania (bandiera) | D     | Hans Reich         |
|    | Germania (bandiera) | D     | Max Reichenberger  |
|    | Germania (bandiera) | D     | Rudolf Steiner     |
|    | Germania (bandiera) | D     | Manfred Wagner     |
|    | Germania (bandiera) | D     | Rudolf Zeiser      |
|    | Germania (bandiera) | C     | Peter Grosser      |
|    | Germania (bandiera) | C     | Peter Hornung      |

| N. |                     | Ruolo | Calciatore          |
| -- | ------------------- | ----- | ------------------- |
|    | Germania (bandiera) | C     | Hans Küppers        |
|    | Germania (bandiera) | C     | Wolfgang Lex        |
|    | Croazia (bandiera)  | C     | Željko Perušić      |
|    | Germania (bandiera) | C     | Eberhard Rosenbauer |
|    | Germania (bandiera) | C     | Horst Schmidt       |
|    | Germania (bandiera) | C     | Hans Schmitt        |
|    | Germania (bandiera) | A     | Ludwig Bründl       |
|    | Germania (bandiera) | A     | Rudolf Brunnenmeier |
|    | Germania (bandiera) | A     | Alfred Heiß         |
|    | Germania (bandiera) | A     | Peter Kittel        |
|    | Germania (bandiera) | A     | Wilfried Kohlars    |
|    | Germania (bandiera) | A     | Hans Rebele         |

## Organigramma societario
Area tecnica
- Allenatore: Albert Sing
- Allenatore in seconda:
- Preparatore dei portieri:
- Preparatori atletici:

## Calciomercato

### Sessione estiva
| Acquisti | Acquisti            | Acquisti        | Acquisti |
| R.       | Nome                | da              | Modalità |
| -------- | ------------------- | --------------- | -------- |
| C        | Wolfgang Lex        | Gundelfingen    |          |
| C        | Eberhard Rosenbauer | Monaco 1860 II  |          |
| C        | Horst Schmidt       | Monaco 1860 U19 |          |

| Cessioni | Cessioni         | Cessioni              | Cessioni |
| R.       | Nome             | a                     | Modalità |
| -------- | ---------------- | --------------------- | -------- |
| P        | Wolfgang Fahrian | Fortuna Düsseldorf    |          |
| A        | Timo Konietzka   | Winterthur            |          |
| D        | Friedel Lutz     | Eintracht Francoforte |          |

## Risultati

### Bundesliga

#### Girone di andata
| Arbitro: | Thier |

|            |           |  |
| Bründl 89’ | Marcatori |  |

| Arbitro: | Biwersi |

|           |           |  |
| Flohe 76’ | Marcatori |  |

| Gelsenkirchen 2 settembre 1967, ore 16:00 CET 3ª giornata | Schalke 04 | 0 – 0 referto | Monaco 1860 | Glückauf-Kampfbahn (23 000 spett.)\| Arbitro: \| Schulz \| |
| Arbitro:                                                  | Schulz     |               |             |                                                            |

| Arbitro: | Seekamp |

|                                           |           |                                    |
| Grosser 8’ Küppers 37’ (rig.) Kohlars 52’ | Marcatori | 65’, 73’ Köppel 89’ (aut.) Schmitt |

| Arbitro: | Ott |

|                         |           |                 |
| Görts 26’ Bjørnmose 41’ | Marcatori | 9’, 25’ Küppers |

| Arbitro: | Hilker |

|  |           |                          |
|  | Marcatori | 62’, 73’, 85’ Roggensack |

| Arbitro: | Sturm |

|            |           |            |
| Strehl 58’ | Marcatori | 63’ Bründl |

| Arbitro: | Deuschel |

|  |           |           |
|  | Marcatori | 88’ Budde |

| Arbitro: | Regely |

|                             |           |                                    |
| Krott 35’, 67’ Pawellek 76’ | Marcatori | 47’ Rebele 53’ (rig.), 73’ Grosser |

| Arbitro: | Eschweiler |

|                              |           |                       |
| Küppers 17’ Kohlars 19’, 60’ | Marcatori | 38’ (rig.) Straschitz |

| Arbitro: | Biwersi |

|                            |           |                      |
| Ohlhauser 37’ Koulmann 87’ | Marcatori | 26’ Kohlars 83’ Heiß |

| Arbitro: | Schulenburg |

|                                        |           |  |
| Heiß 30’ Kurrat 37’ (aut.) Küppers 54’ | Marcatori |  |

| Arbitro: | Herden |

|  |           |                      |
|  | Marcatori | 5’, 72’, 76’ Kohlars |

| Arbitro: | Horstmann |

|                                                    |           |  |
| Schmidt 39’ Küppers 45’, 62’ Kohlars 84’ Reich 86’ | Marcatori |  |

| Arbitro: | Thier |

|                         |           |                         |
| Seeler 63’ Kurbjuhn 67’ | Marcatori | 56’ Küppers 68’ Kohlars |

| Arbitro: | Kreitlein |

|                                                      |           |  |
| Küppers 54’ (rig.), 65’ (rig.), 78’ Kohlars 59’, 69’ | Marcatori |  |

| Arbitro: | Biwersi |

|               |           |             |
| Ackermann 87’ | Marcatori | 51’ Schmidt |

#### Girone di ritorno
| Arbitro: | Hillebrand |

|  |           |             |
|  | Marcatori | 81’ Kohlars |

| Arbitro: | Sturm |

|  |           |         |
|  | Marcatori | 3’ Löhr |

| Arbitro: | Fritz |

|          |           |                        |
| Heiß 59’ | Marcatori | 57’ Neuser 78’ Erlhoff |

| Arbitro: | Weyland |

|                          |           |             |
| Handschuh 31’ Köppel 60’ | Marcatori | 70’ Küppers |

| Arbitro: | Hennig |

|            |           |                                            |
| Zeiser 15’ | Marcatori | 20’ Görts 25’ (rig.) Höttges 75’ Bjørnmose |

| Kaiserslautern 17 febbraio 1968, ore 15:30 CET 23ª giornata | Kaiserslautern | 0 – 0 referto | Monaco 1860 | Betzenbergstadion (7 000 spett.)\| Arbitro: \| Schmidt \| |
| Arbitro:                                                    | Schmidt        |               |             |                                                           |

| Arbitro: | Seekamp |

|                    |           |                       |
| Grosser 82’ (rig.) | Marcatori | 44’ Starek 77’ Strehl |

| Arbitro: | Fritz |

|                      |           |             |
| Pavlić 18’ Budde 44’ | Marcatori | 77’ Grosser |

| Arbitro: | Horstmann |

|                                                         |           |  |
| Rebele 10’ Kohlars 30’, 83’ Grosser 37’ Bründl 63’, 88’ | Marcatori |  |

| Arbitro: | Deuschel |

|            |           |                        |
| Gräber 87’ | Marcatori | 72’, 76’ (rig.) Bründl |

| Arbitro: | Tschenscher |

|                                 |           |                     |
| Heiß 17’ Perušić 28’ Bründl 58’ | Marcatori | 75’ Roth 77’ Müller |

| Dortmund 6 aprile 1968, ore 15:30 CET 29ª giornata | Borussia Dortmund | 0 – 0 referto | Monaco 1860 | Stadio Rote Erde (18 000 spett.)\| Arbitro: \| Mailand \| |
| Arbitro:                                           | Mailand           |               |             |                                                           |

| Arbitro: | Linn |

|                                       |           |  |
| Kohlars 38’ Heiß 39’ Brunnenmeier 58’ | Marcatori |  |

| Arbitro: | Thier |

|                  |           |  |
| Gayer 41’ (rig.) | Marcatori |  |

| Arbitro: | Schmidt |

|  |           |            |
|  | Marcatori | 48’ Dörfel |

| Arbitro: | Siepe |

|                              |           |          |
| Friedrich 25’ Hölzenbein 26’ | Marcatori | 45’ Heiß |

| Monaco di Baviera 25 maggio 1968, ore 15:30 CET 34ª giornata | Monaco 1860 | 0 – 0 referto | Borussia M'gladbach | Stadion an der Grünwalder Straße (7 000 spett.)\| Arbitro: \| Linn \| |
| Arbitro:                                                     | Linn        |               |                     |                                                                       |

### Coppa di Germania
| Arbitro: | Voß |

|  |           |             |
|  | Marcatori | 36’ Küppers |

| Arbitro: | Schulenburg |

|                       |           |                                        |
| Rebele 21’ Zeiser 60’ | Marcatori | 4’, 46’ Laumen 66’ Wimmer 86’ Dietrich |

### Coppa delle Fiere
| Arbitro: | D'Agostini |

|                      |           |                                |
| Georgy 17’ Heuri 44’ | Marcatori | 26’ (rig.) Küppers 87’ Grosser |

| Arbitro: | Paterson |

|                                                     |           |  |
| Küppers 33’ Grosser 51’ (rig.) Bründl 64’ Peter 76’ | Marcatori |  |

| Arbitro: | Sbardella |

|                                                                                   |           |  |
| John 7’ Hateley 9’ Smith 43’ (rig.) Hunt 52’, 55’ Thompson 54’ Callaghan 59’, 69’ | Marcatori |  |

| Arbitro: | Valeš |

|                  |           |              |
| Kohlars 33’, 88’ | Marcatori | 5’ Callaghan |

## Statistiche

### Statistiche di squadra
| Competizione      | Punti | In casa | In casa | In casa | In casa | In casa | In casa | In trasferta | In trasferta | In trasferta | In trasferta | In trasferta | In trasferta | Totale | Totale | Totale | Totale | Totale | Totale | DR  |
| Competizione      | Punti | G       | V       | N       | P       | Gf      | Gs      | G            | V            | N            | P            | Gf           | Gs           | G      | V      | N      | P      | Gf     | Gs     | DR  |
| ----------------- | ----- | ------- | ------- | ------- | ------- | ------- | ------- | ------------ | ------------ | ------------ | ------------ | ------------ | ------------ | ------ | ------ | ------ | ------ | ------ | ------ | --- |
| Bundesliga        | 33    | 17      | 8       | 2       | 7       | 35      | 19      | 17           | 3            | 9            | 5            | 20           | 20           | 34     | 11     | 11     | 12     | 55     | 39     | +16 |
| Coppa di Germania | -     | 1       | 0       | 0       | 1       | 2       | 4       | 1            | 1            | 0            | 0            | 1            | 0            | 2      | 1      | 0      | 1      | 3      | 4      | -1  |
| Coppa delle Fiere | -     | 2       | 2       | 0       | 0       | 6       | 1       | 2            | 0            | 1            | 1            | 2            | 10           | 4      | 2      | 1      | 1      | 8      | 11     | -3  |
| Totale            | 33    | 20      | 10      | 2       | 8       | 43      | 24      | 20           | 4            | 10           | 6            | 23           | 30           | 40     | 14     | 12     | 14     | 66     | 54     | +12 |

### Andamento in campionato
| Giornata  | 1 | 2  | 3  | 4 | 5  | 6  | 7  | 8  | 9  | 10 | 11 | 12 | 13 | 14 | 15 | 16 | 17 | 18 | 19 | 20 | 21 | 22 | 23 | 24 | 25 | 26 | 27 | 28 | 29 | 30 | 31 | 32 | 33 | 34 |
| --------- | - | -- | -- | - | -- | -- | -- | -- | -- | -- | -- | -- | -- | -- | -- | -- | -- | -- | -- | -- | -- | -- | -- | -- | -- | -- | -- | -- | -- | -- | -- | -- | -- | -- |
| Luogo     | C | T  | T  | C | T  | C  | T  | C  | T  | C  | T  | C  | T  | C  | T  | C  | T  | T  | C  | C  | T  | C  | T  | C  | T  | C  | T  | C  | T  | C  | T  | C  | T  | C  |
| Risultato | V | P  | N  | N | N  | P  | N  | P  | N  | V  | N  | V  | V  | V  | N  | V  | N  | V  | P  | P  | P  | P  | N  | P  | P  | V  | V  | V  | N  | V  | P  | P  | P  | N  |
| Posizione | 8 | 10 | 10 | 7 | 10 | 12 | 13 | 14 | 13 | 12 | 13 | 10 | 8  | 6  | 5  | 4  | 3  | 2  | 3  | 6  | 8  | 9  | 9  | 11 | 13 | 12 | 10 | 7  | 9  | 7  | 9  | 10 | 13 | 12 |

Legenda:

Luogo: C = Casa; T = Trasferta. Risultato: V = Vittoria; N = Pareggio; P = Sconfitta.

### Statistiche dei giocatori
| Giocatore        | Bundesliga | Bundesliga | Bundesliga  | Bundesliga | Coppa di Germania | Coppa di Germania | Coppa di Germania | Coppa di Germania | Coppa delle Fiere | Coppa delle Fiere | Coppa delle Fiere | Coppa delle Fiere | Totale   | Totale | Totale      | Totale     |
| Giocatore        | Presenze   | Reti       | Ammonizioni | Espulsioni | Presenze          | Reti              | Ammonizioni       | Espulsioni        | Presenze          | Reti              | Ammonizioni       | Espulsioni        | Presenze | Reti   | Ammonizioni | Espulsioni |
| ---------------- | ---------- | ---------- | ----------- | ---------- | ----------------- | ----------------- | ----------------- | ----------------- | ----------------- | ----------------- | ----------------- | ----------------- | -------- | ------ | ----------- | ---------- |
| R. Brunnenmeier  | 12         | 1          | 0           | 0          | 1                 | 0                 | 0                 | 0                 | 1                 | 0                 | 0                 | 0                 | 14       | 1      | 0           | 0          |
| L. Bründl        | 24         | 7          | 0           | 0          | 1                 | 0                 | 0                 | 0                 | 4                 | 1                 | 0                 | 0                 | 29       | 8      | 0           | 0          |
| K. Fischer       | 0          | 0          | 0           | 0          | 0                 | 0                 | 0                 | 0                 | 0                 | 0                 | 0                 | 0                 | 0        | 0      | 0           | 0          |
| B. Gerstner      | 0          | 0          | 0           | 0          | 0                 | 0                 | 0                 | 0                 | 0                 | 0                 | 0                 | 0                 | 0        | 0      | 0           | 0          |
| A. Gigl          | 1          | 0          | 0           | 0          | 0                 | 0                 | 0                 | 0                 | 0                 | 0                 | 0                 | 0                 | 1        | 0      | 0           | 0          |
| P. Grosser       | 22         | 6          | 0           | 0          | 1                 | 0                 | 0                 | 0                 | 2                 | 2                 | 0                 | 0                 | 25       | 8      | 0           | 0          |
| A. Heiß          | 21         | 6          | 0           | 0          | 2                 | 0                 | 0                 | 0                 | 3                 | 0                 | 0                 | 0                 | 26       | 6      | 0           | 0          |
| P. Hornung       | 0          | 0          | 0           | 0          | 0                 | 0                 | 0                 | 0                 | 0                 | 0                 | 0                 | 0                 | 0        | 0      | 0           | 0          |
| P. Kittel        | 0          | 0          | 0           | 0          | 0                 | 0                 | 0                 | 0                 | 0                 | 0                 | 0                 | 0                 | 0        | 0      | 0           | 0          |
| W. Kohlars       | 29         | 15         | 0           | 0          | 1                 | 0                 | 0                 | 0                 | 4                 | 2                 | 0                 | 0                 | 34       | 17     | 0           | 0          |
| H. Kroth         | 15         | 0          | 0           | 0          | 1                 | 0                 | 0                 | 0                 | 2                 | 0                 | 0                 | 0                 | 18       | 0      | 0           | 0          |
| H. Küppers       | 22         | 12         | 0           | 0          | 2                 | 1                 | 0                 | 0                 | 3                 | 2                 | 0                 | 0                 | 27       | 15     | 0           | 0          |
| W. Lex           | 4          | 0          | 0           | 0          | 0                 | 0                 | 0                 | 0                 | 2                 | 0                 | 0                 | 0                 | 6        | 0      | 0           | 0          |
| H. Linsenmaier   | 0          | 0          | 0           | 0          | 0                 | 0                 | 0                 | 0                 | 0                 | 0                 | 0                 | 0                 | 0        | 0      | 0           | 0          |
| B. Patzke        | 20         | 0          | 0           | 0          | 1                 | 0                 | 0                 | 0                 | 2                 | 0                 | 0                 | 0                 | 23       | 0      | 0           | 0          |
| Ž. Perušić       | 34         | 1          | 0           | 0          | 1                 | 0                 | 0                 | 0                 | 3                 | 0                 | 0                 | 0                 | 38       | 1      | 0           | 0          |
| G. Peter         | 6          | 0          | 0           | 0          | 1                 | 0                 | 0                 | 0                 | 2                 | 1                 | 0                 | 0                 | 9        | 1      | 0           | 0          |
| P. Radenković    | 34         | 0          | 0           | 0          | 2                 | 0                 | 0                 | 0                 | 4                 | 0                 | 0                 | 0                 | 40       | 0      | 0           | 0          |
| H. Rebele        | 22         | 2          | 0           | 0          | 2                 | 1                 | 0                 | 0                 | 3                 | 0                 | 0                 | 0                 | 27       | 3      | 0           | 0          |
| H. Reich         | 23         | 1          | 0           | 0          | 2                 | 0                 | 0                 | 0                 | 3                 | 0                 | 0                 | 0                 | 28       | 1      | 0           | 0          |
| M. Reichenberger | 0          | 0          | 0           | 0          | 0                 | 0                 | 0                 | 0                 | 1                 | 0                 | 0                 | 0                 | 1        | 0      | 0           | 0          |
| E. Rosenbauer    | 0          | 0          | 0           | 0          | 0                 | 0                 | 0                 | 0                 | 0                 | 0                 | 0                 | 0                 | 0        | 0      | 0           | 0          |
| H. Roth          | 0          | 0          | 0           | 0          | 0                 | 0                 | 0                 | 0                 | 0                 | 0                 | 0                 | 0                 | 0        | 0      | 0           | 0          |
| H. Schmidt       | 15         | 2          | 0           | 0          | 0                 | 0                 | 0                 | 0                 | 3                 | 0                 | 0                 | 0                 | 18       | 2      | 0           | 0          |
| H. Schmitt       | 3          | 0          | 0           | 0          | 0                 | 0                 | 0                 | 0                 | 0                 | 0                 | 0                 | 0                 | 3        | 0      | 0           | 0          |
| H. Schweers      | 0          | 0          | 0           | 0          | 0                 | 0                 | 0                 | 0                 | 0                 | 0                 | 0                 | 0                 | 0        | 0      | 0           | 0          |
| F. Schäffner     | 0          | 0          | 0           | 0          | 0                 | 0                 | 0                 | 0                 | 0                 | 0                 | 0                 | 0                 | 0        | 0      | 0           | 0          |
| J. Schütz        | 0          | 0          | 0           | 0          | 0                 | 0                 | 0                 | 0                 | 0                 | 0                 | 0                 | 0                 | 0        | 0      | 0           | 0          |
| R. Steiner       | 28         | 0          | 0           | 0          | 2                 | 0                 | 0                 | 0                 | 3                 | 0                 | 0                 | 0                 | 33       | 0      | 0           | 0          |
| M. Wagner        | 31         | 0          | 0           | 0          | 1                 | 0                 | 0                 | 0                 | 4                 | 0                 | 0                 | 0                 | 36       | 0      | 0           | 0          |
| R. Zeiser        | 24         | 1          | 0           | 0          | 2                 | 1                 | 0                 | 0                 | 3                 | 0                 | 0                 | 0                 | 29       | 2      | 0           | 0          |